# Fosfato de aluminio
El fosfato de aluminio (AlPO4)  es una sal del ácido fosfórico (o fosfato) de aluminio. Su forma mineral cuando aparece hidratado es la variscita (AlPO4·2 H2O). Se emplea en mezclas para mejorador del pan que funciona como las levaduras. En medicina se emplea como un absorbente de tóxicos.